# 堀くるみ
堀 くるみ（ほり くるみ、1999年12月18日 - ）は、日本のタレント、女優、アイドル、歌手。ABCテレビ「おはよう朝日土曜日です」のレギュラーで、女性アイドルグループたこやきレインボーの元メンバー。兵庫県出身。愛称は「くーちゃん」「堀ちゃん」。

## 略歴
2009年
10月、オーディションで、子役、キッズモデルとしてスターダストプロモーションに入る。
2012年
9月、たこやきレインボーの結成に参加、結成メンバーとなる。
2014年
6月8日、たこやきレインボーが5人体制となると同時に、リーダーに就任。
8月9日、駅の階段から落ち、右足首捻挫で全治２週間のけがを負う。
11月23日、日本青年館で行われた「なにわンダーランド2014」で、清井と2人でユニット「くーちゃん&さきてぃfromたこやきレインボー」を組み、ユニット曲「15のメランコリー」を披露した。
2016年
8月1日 「GIRLS' FACTORY 16 DAY3」（東京・国立代々木競技場第一体育館）で、ユニット・チーム紫しきぶ」に新たに加わる。
2018年
8月9日に大阪・TOHOシネマズ 梅田にて開催された、ももいろクローバーZの上映会イベント「ももいろクリスマス2017発売記念！大阪公演劇場上映会」に、たまたま来場していたという堀がゲストとして参加し、トークに華を添えた。
2019年
8月10日 - 、情報番組「おはよう朝日土曜日です」（ABCテレビ）のリポーターに就任
2019年12月21日、MBSちゃやまちプラザにて開催された「たこ虹セブン放課後ナイト特別編〜堀くるみナイト〜」を自らプロデュースした。
2020年
10月10日 - 、ABCテレビ「おはよう朝日土曜日です」番組内にて、堀が担当する新コーナー「なないろリサーチ！それどーなん！？」開始。
2021年
9月-10月 - 、舞台「はい!丸尾不動産です。〜本日、家で再会します〜」に出演。
12月 - 、舞台「大阪環状線 大正駅」に鹿山りえ 役で出演。
2022年
5月 - 、cookpadLive「おばんざいくーちゃん」月1回配信開始。
2023年
3月、舞台「尼崎ストロベリー」に美樹 役で出演。

## 人物
妹がいる。実家では猫を飼っているが、花粉症であり猫アレルギーでもある。姫路セントラルパークデビューは4歳。デパ地下が大好き。2024年浴衣を着た。
大阪の魅力を「新世界界隈が大阪っぽい下町感があふれてて好きです」と語っている。
趣味は、お酒、格闘技、メイドカフェ。また、
特技は、UFJのジェラシック・パークで扉が開いてすぐの場所にいる恐竜のモノマネ。
ボーカロイドの曲を聴く。初音ミクが好きで、ライブに行ったこともある。
デビュー当時のエピソードで、結成当初の頃にメンバーから「MC中などで堀は本当にやる気がなさそうな顔をしている」と言われていた。指摘を受けた堀は「自分では笑ってるつもりだったんですよ！ 帰り道、お母さんに「あんたやる気ないんか？」ってよく言われてました。真剣にやってるつもりやった」と答えている。
また、デビュー当時からの目標は「ダウンタウンさんと一緒の番組に出て、浜田さんに頭をしばいてもらう事」と語っていたが、2020年4月7日放送の「浜ちゃんが！」で、その長年の目標を果たすことができた。満足。
舞台「はい！ 丸尾不動産です。〜本日、家で再会します〜」の稽古で演出家から「お芝居は嘘の世界だけど、その世界に生きる人物としてのリアルな感情を動かしていく」と指導され、堀は「その部分はこれからも大事にしていきたい」「演技についての考え方が変わりました」ととても感銘を受けた。
おはよう朝日土曜日のコーナー「どどっとエンタメ」が始まる際に、カメラの方に首が向いてしまいがちであり、首がまだちゃんと座っていないことが推察される。

## たこやきレインボー関連
- キャッチフレーズは「あわてんぼうのだんじり娘。」、イメージカラーは、  紫（谷町パープル）。
- リーダー。歌＆MC担当[10]。
- リーダーとしての役割について「メンバーがどういう状態か気を配り、１人が違う方向に行こうとしたら連れ戻すとか、そんな役割です。」と語る[11]。
- たこやきレインボーがボウリング場での会見で、メンバー全員がボウリングに挑戦。根岸可蓮がピンを3本倒したが、残りのメンバーは全員ガーター。堀は「こんなはずじゃなかった第1位やわ」と笑わせた[12]。
- たこやきレインボーで一番おもしろかったエピソードとして春名真依とプライベートで温泉に行った際の出来事がある。

## 主要なライブ・イベント

### 生誕祭
- 2013年12月15日、阪急西宮ガーデンズでの「ミニライブ＆特典会」で、堀くるみ生誕祭を開催。
- 2014年12月23日、阪急西宮ガーデンズにて「たこ虹クリスマス&堀くるみ生誕祭やります!今年のたこクリもガーデンズやー!」を開催。
- 2015年12月26日、大阪南港ATCにて「堀くるみ生誕祭」を開催。
- 2016年12月10日、インテックス大阪3号館にて「堀くるみ生誕祭」を開催。
- 2017年12月16日、ナレッジシアターにて、堀くるみ生誕祭「堀聖誕祭2017〜ほーりーないと〜」を開催。
- 2018年12月23日、HMV&BOOKS SHINSAIBASHIにて「堀くるみ生誕祭イベント」を開催。
- 2019年12月21日、毎日放送本社1階のMBSちゃやまちプラザ ちゃプラステージにて「たこ虹セブン放課後ナイト特別編〜堀くるみナイト〜」（生誕祭）を開催。

## 出演

### テレビ
レギュラー番組 / 準レギュラー番組
- 情報番組「おはよう朝日土曜日です」（2019年8月10日 - 、ABCテレビ） - 冠コーナー「なないろリサーチ！それどーなん！？」を担当[13][14][15]。

その他テレビ出演
- MBS SONG TOWN（2015年6月26日 2016年1月7日 2016年2月25日 2016年8月25日、毎日放送）- 清井咲希と出演
- ちちんぷいぷい（2015年7月24日 2019年10月30日、毎日放送）- 清井咲希と出演
- おはスタ（2018年4月2日-6日、テレビ東京）- 清井咲希とUSJを紹介
- 坂崎幸之助のももいろフォーク村ちょいデラックス 第75夜「GIRLS’FOLKTORY 17」（2017年8月14日、Zepp Tokyo）- ユニット「チーム紫しきぶ」としても出演
- ゴゴスマ -GO GO!Smile!-（2019年2月11日、CBCテレビ）- 清井咲希と出演
- ごきげんライフスタイル よ〜いドン!（2019年3月15日 2019年6月3日、関西テレビ）- 清井咲希と出演
- 大阪メトロで新発見！沿線ぶらり歩き（2019年4月20日、テレビ大阪）
- バリバラ〜障害者情報バラエティー〜（2019年7月4日、NHK Eテレ） - 清井咲希・彩木咲良と出演
- もう少し、嫌な奴（2019年8月11日、ABCテレビ）
- モノさん、おしえて（2019年12月20日：NHK総合 関西地域、2020年2月11日：NHK総合 全国放送） - 彩木咲良と出演
- やべっちF.C.（2020年2月9日深夜、テレビ朝日） - コーナー「デジっちが行く！セレッソ大阪編」に清井咲希と出演 公式動画 - YouTube
- 浜ちゃんが!（2020年4月8日深夜：読売テレビ、4月22日深夜：日本テレビ） - 清井咲希と出演
- 関西モノ神様 〜たこ焼き〜（2020年9月4日、NHK総合 関西地域） - 彩木咲良と出演
- 逆転人生（2021年1月25日、NHK総合）
- パネルクイズ アタック25（2021年6月20日、テレビ朝日系列）
- ピーチケパーチケ、ピーチケMusic（2021年8月11日深夜、関西テレビ）
- 関純子アナのゴーゴー体操（2021年9月4日 11日 18日 25日、関西テレビ）
- 関西モノ神様「お肉」（2022年3月26日、NHK総合 関西地域）
- 木曜ミステリー『遺留捜査』第5話（2022年8月11日、テレビ朝日）[16]
- 人生最高レストラン（2023年2月11日、TBS系列）

### ネット配信
- ももクロvsエビ中 初合体ユニットのセンターをかけた生ラストバトル！（2018年7月9日、AbemaTV）- メインMC
- セレッソ大阪オフィシャルチャンネル（Youtube）セレッソ・25年目の恋 第1話「サクラという名の予備校生」[17]（2019年6月13日、彩木咲良が予備校生役で主演。他のメンバーも脇役で出演）
- KKBOX Listen with（2019年3月20日）- 彩木咲良と、（2019年10月28日）- 根岸可蓮と
- イナズマロック ドリームTV（2021年2月24日）[18]
- 『百田夏菜子とラジオドラマのせかい』感謝祭（2022年8月27日）[19]
- cookpadLive「おばんざいくーちゃん」（2022年5月 - ） - 月1回配信[20]

### ラジオ
- 遠藤淳のYou've Got Radio!（2015年8月11日、FM OSAKA） - 清井咲希と出演
- 桜 稲垣早希のアニメ・アイドルバッカ（2015年8月13日、MBSラジオ） - 清井咲希と出演
- ガブリナ（2017年7月28日、KBCラジオ）
- よしもとラジオ高校〜らじこー（2017年8月8日、FM OH!）- 春名真依と出演
- 晴れときどきときめき♡宣伝部（2017年9月8日、ラジオ日本）- 春名真依と出演
- 金曜ブラボー。（2018年1月26日、ニッポン放送） - 清井咲希と出演
- カーナビラジオ午後一番!（2019年2月25日、HBCラジオ）- 根岸可蓮と出演
- レコメン!（2019年3月4日、文化放送）- 清井咲希と出演
- ぽっぷんランキング（2019年10月26日、STVラジオ） - 根岸可蓮と出演
- Fine!!（2019年11月6日、TBSラジオ）- 清井咲希と出演
- ファーストサマーウイカのオールナイトニッポン0(ZERO)（2021年6月21日深夜、ニッポン放送）
- シャンプーハットこいでのFriday Music Show(笑)（2021年8月13日、FM大阪）[21]
- ABCミュージックパラダイス（2022年8月15日、ABCラジオ）[22]
- アイドルな庭〜くるみえおんのハナでるラジオ（2023年5月24日深夜、MBSラジオ）[23]
- Mタウン（2023年10月9日 - 、MBSラジオ） - 毎月1回出演

### 舞台
- はい！ 丸尾不動産です。〜本日、家で再会します〜（2021年9月4日-7日 ABCホール、10月3日 アクリエひめじ中ホール）[24][25][26]
- 大阪環状線 大正駅編 〜愛のエイサー プロポーズ大作戦〜（2021年12月11日-25日、大阪松竹座） - 鹿山りえ 役[27]
- 尼崎ストロベリー（2023年3月4日-5日、あましん アルカイックホール）[28]
- NAGAI ACT STAGE Vol.5（2023年3月26日、長居公園）
- 大阪は踊る!（2025年10月4日 - 12日〈予定〉、大阪松竹座） - 山本華子 役[29][30]

### 雑誌・書籍・新聞
- B.L.T. 2017年7月号（2017年5月24日、東京ニュース通信社）
- Top Yell NEO Graduation（2018年3月26日、Top Yell編集部） - 清井咲希と掲載
- HaaaaaN zero 堀くるみ③ HUSTLE PRESS「HaaaaaN Deneb」（2019年8月21日）- 清井咲希と掲載
- IDOL AND READ（アクセル・コミュニケーションズ）vol.020（2019年9月24日）
- Meets Regional 2022年4月号（2022年3月1日、京阪神エルマガジン社）
- 関西ウォーカー2022夏（2022年6月8日、KADOKAWA）[31]

### イベント
- エビもも学園 〜幕張校〜（2018年7月21日、）- MCのアシスタント（副担任役）として出演
- GIRLS'FORKTORY16（2018年11月28日、）- ユニット「チーム紫しきぶ」として出演
- 坂崎幸之助のももいろちょいデラックス 第75夜（2017年8月14日、Zepp Tokyo）- ユニット「チーム紫しきぶ」として出演
- SHARPヘルシオ・ホットクック調理実演トークショー（2022年6月5日、エディオンなんば本店）
- キューズ×ソニック「キューズ フェストーーーーク！！」（2023年7月22日、あまがさきキューズモール）

### 広告
- バーデと天然温泉 豊島園 庭の湯（2022年3月 - ）

### 音楽作品
- Cutemen 6th Full Album『Goodbye Real world』（2022年6月29日発売） - Track3,4,8,11にKurumiとしてコーラス参加[32]
- おはよう朝日土曜日です テーマソング『いってきます！いってらっしゃい』 - コーラス参加[33]